# Scafati
Scafati és un municipi italià, situat a la regió de Campània i a la província de Salern al riu Sarno. L'any 2024 tenia 47.706 habitants.
És un mportant mercat de fruites i verdures. Hi ha indústria alimentària, del tabac, química i metal·lúrgiqca.